# Dysdera vesiculifera
Dysdera vesiculifera este o specie de păianjeni din genul Dysdera, familia Dysderidae, descrisă de Simon în anul 1882.
Este endemică în Algeria. Conform Catalogue of Life specia Dysdera vesiculifera nu are subspecii cunoscute.